# Макпун, Раджа Джалал Хуссейн
Раджа Джалал Хуссейн Макпун (англ. Raja Jalal Hussain Maqpoon; род. 21 апреля 1961, Скарду, Гилгит-Балтистан) — государственный и политический деятель Пакистана. Является действующим губернатором Гилгит-Балтистана с сентября 2018 года.

## Биография
В 2015 году баллотировался на выборах в Законодательную ассамблею Гилгит-Балтистана в качестве кандидата Движения за справедливость от округа «GBLA-7», но безуспешно. Он занял второе место, получив 3330 голосов и уступив место Акбар Хану Табану.
Был назначен губернатором Гилгит-Балтистана президентом Пакистана Арифом Алви по предложению премьер-министра Имрана Хана после отставки Мира Гхазанфара Али Хана . 30 сентября 2018 года принёс присягу губернатора Гилгит-Балтистана.

## Примечание
1. ↑  Raja Jalal Hussain Maqpoon. GBee. Дата обращения: 2 октября 2020. Архивировано 25 декабря 2018 года.
2. ↑  Taj, Imtiaz (30 сентября 2019). راجہ جلال حسین مقپون نے نئے گورنر گلگت بلتستان کی حیثیت سے حلف اٹھا لیا. Dawn News (урду). Архивировано 12 августа 2019. Дата обращения: 12 августа 2019.
3. ↑  Result GBLA 7 – SKARDU 1. G-B Votes (8 июня 2015). Дата обращения: 12 августа 2019. Архивировано 12 августа 2019 года.
4. ↑  GBee, Staff (30 сентября 2018). Raja Jalal Hussain Maqpoon swears in as the Governor of Gilgit-Baltistan. GBee News. Архивировано 25 декабря 2018. Дата обращения: 2 октября 2020.
5. ↑  Web, Desk (26 сентября 2018). Raja Jalal Maqpoon appointed as new GB Governor. The Nation. Архивировано 25 декабря 2018. Дата обращения: 2 октября 2020. {{cite news}}: |first= имеет универсальное имя (справка)
6. ↑  Raja Jalal Hussain Maqpoon sworn in as new G-B governor. The Express Tribune (30 сентября 2018). Дата обращения: 2 октября 2020. Архивировано 25 декабря 2018 года.